# Jorge Moya de la Torre
Jorge Moya de la Torre Muñoz-Caravaca (Húmera, Madrid; 23 de abril de 1883-Madrid; 23 de agosto de 1933) fue un poeta, dramaturgo, maestro y periodista español. Era hijo de la maestra y activista Isabel Muñoz-Caravaca.

## Biografía
Hijo de Isabel Muñoz-Caravaca López Acevedo y de Ambrosio Moya de la Torre, fue el pequeño de los tres hermanos de la familia. Aunque nació en el pueblecito madrileño de Húmera el 23 de abril de 1883 y falleció en Madrid el 23 de agosto de 1933, la mayor parte de su vida estuvo vinculada a Guadalajara.
En 1895 siguió a su madre hasta Atienza, donde ella tomó posesión de su plaza de maestra. Allí vivió hasta que en 1910 se trasladó a la ciudad de Guadalajara, donde más tarde se casó y donde siguió residiendo hasta 1931. Cursó estudios de Magisterio pero nunca ejerció como maestro, quizás por las desagradables experiencias de su madre, que siempre ejerció una marcada influencia sobre él. No por eso renunció a la vocación docente familiar y obtuvo una plaza de auxiliar de secretaría en la Junta Provincial de Instrucción Pública. Al proclamarse la II República Española, Rodolfo Llopis fue nombrado director general de Primera Enseñanza y, necesitando un secretario particular tan capaz como afín a sus ideas, reclamó a Jorge Moya de la Torre, por indicación de Marcelino Martín González del Arco y Modesto Bargalló.
Fue así como Jorge Moya de la Torre, con su mujer y su hija, acabaron instalándose en un pequeño chalé de la madrileña calle de Viera y Clavijo, junto al parque del Retiro, renunciando a su puesto como oficial de la Secretaría de la Escuela Normal de Guadalajara y a una plaza como ayudante de la sección de Letras del instituto de Guadalajara.

## Obra escrita
Aunque en su juventud siguió los pasos de su padre, y formó parte del Comité provincial del Partido Republicano Federal, se aproximó al Partido Socialista Obrero Español a partir de sus frecuentes colaboraciones periodísticas con la prensa obrera y progresista de la ciudad de Guadalajara. En 1902 dio a la imprenta sus primeros versos y relatos en Flores y Abejas, y de ahí pasó a La Alcarria Obrera y Juventud Obrera, portavoces de la Federación Local de Sociedades Obreras, y Avante, órgano de comunicación del PSOE de Guadalajara, aunque también se publicaron artículos con su firma en otras cabeceras provinciales como La Orientación y El Liberal Arriacense.
En 1925 pasó a escribir en El Socialista de Madrid, entonces dirigido por Andrés Saborit, donde comenzó publicando varios poemas cada semana dentro de una sección fija que se llamaba Trinos, y que luego se denominó Folías. Su última composición, Un brindis para Torija, se publicó el 16 de julio de 1933.
Autor de versos de inspiración popular y ecos machadianos, en 1932 publicó una selección de sus poemas en su libro Cármina, siendo también el autor de La razón del mal amor, una tragicomedia en tres actos editada en 1920 en Guadalajara. Dentro del ámbito profesional, escribió Contestaciones para las oposiciones de Secretario de Ayuntamientos: primer ejercicio. Breves lecciones de escritura al dictado con ejercicios prácticos y de composición.